# Булекбаев, Эркин Касымович
Эркин Касымович Булекбаев (род. 13 марта 1961, Сокулук) Экс-председатель государственной службы финансовой полиции Кыргызской Республики. Лидер партии зеленых Кыргызстана. Председатель общественного объединения казахов Кыргызской Республики «Алаш». Государственный советник Кыргызской Республики второго класса.

## Биография
По национальности казах.
Образование
- 1987 г. Кыргызский Сельскохозяйственный Институт по специальности «Экономист, организация сельскохозяйственного производства»
- 2000 г. Кыргызский Государственный Национальный Университет по специальности «Юриспруденция»
- 2002 г. Бостонский Университет США, по специальности «Законотворчество»

Место работы
- 1979-1984 гг. к-з «Красный Октябрь», колхозник, учетчик полеводческой бригады, секретарь комитета комсомола, Чуйская область
- 1979-1981 гг. служба ГСВГ, ВС СССР (ГДР)
- 1984-1986 гг. Фрунзенский Сельскохозяйственный Техникум, секретарь комитета комсомола, преподаватель — «экономика с/х»
- 1986-1987 гг. Калининский РК ЛКСМ,заведующий организационным отделом, секретарь РК ЛКСМ г. Кара-Балта
- 1987-1991 гг. совхоз «Тюлек», главный экономист. с. Тюлек, Московский р-н
- 1991-1994 гг. «Заготсбытбаза», заместитель директора с. Беловодское, Московский р-н
- 1994-1998 гг. АО «СОЮЗ» председатель правления, с. Беловодское, Московский р-н
- 1998-2005 гг. депутат Законодательного Собрания Жогорку Кенеша Кыргызской Республики (двух созывов).
- 2005-2009 гг. Председатель политической партии «Партии Зеленых Кыргызстана»[5]
- 27.04.2009 — 08.04.2010 гг. Политический заключенный, СИЗО ГКНБ, СИЗО — 1 г. Бишкек.
- 08.04.2010 — 2011 — и. о. председатель Государственной Службы Финансовой Полиции Кыргызской Республики.
- 2011 по настоящее время — председатель политической партии "Партия Зеленых Кыргызстана".[6]

Международная парламентская деятельность
- 2000-2005 гг. Член комитетов по судебно-правовым вопросам и законности, по агропромышленному комплексу, по делам Содружества Независимых Государств, по вопросам государственной безопасности Законодательного собрания Жогорку Кенеша Кыргызской Республики.
- 2000—2005 гг. Глава национальной делегации Парламента Кыргызской Республики на ПА ОБСЕ, Член постоянной комиссии ПА ОБСЕ (г. Копенгаген)
- 2000—2005 гг. Член Межпарламентской Ассамблеи Евразийского Экономического Сообщества (г. Санкт-Петербург)
- 2000—2005 гг. Член постоянной комиссии Межпарламентской Ассамблеи государств — участников СНГ по аграрной политике, природным ресурсам и экологии (г. Санкт-Петербург)
- 2000—2005 гг. Член Межпарламентской комиссии Казахстана и Кыргызстана (Астана — Бишкек)
- 2002 г Член депутатской комиссии по Аксыйским событиям
- 2003 г Председатель комиссии по изучению социально-экономического положения в Баткенской области.
- 2004-2005г Председатель комиссии по расследованию фактов нарушения законодательства Кыргызской Республики при проведении тендера и других мероприятий по изготовлению и выдаче национальных паспортов образца 2004 г., а также акцизных марок, государственных номерных знаков автомобилей и международных водительских удостоверений.

Общественные работы
- с 1999 г.-по наст. время Президент общественно-культурного международного фонда «Великий Шелковый Путь»
- с 2003 г.-по наст. время Председатель общественного объединения казахов Кыргызской Республики «Алаш»
- с 2004 г.-по наст. время Председатель Президиума Центрального Совета Политической партии «Партия Зеленых Кыргызстана»
- с 2008 г. — начальник Штаба НРДК (Народное Революционное Движение Кыргызстана)
- с 2009 г. — член политбюро ОНД (Общественное Народное Движение) «БЭК»

13.12.2008 г. Генеральная прокуратура Кыргызской Республики подала иск на Булекбаева Э. К. в Первомайский районный суд «За оскорбление президента Кыргызской Республики Бакиева К. С. по ст. 128 ч.2 Уголовного Кодекса Кыргызской Республики». 13.04.2010 г. — Первомайский районный суд г. Бишкек Кыргызской Республики вынес оправдательный приговор.
27.04.2009г был задержан сотрудниками Государственного Комитета Национальной Безопасности Кыргызской Республики, предъявив ему обвинения по ст.ст. 233 «Массовые беспорядки», 299 «Возбуждение национальной, расовой, религиозной или межрегиональной вражды» Уголовного Кодекса Кыргызской Республики и заключен СИЗО ГКНБ Кыргызской Республики. — 09.04.2010 г. Московский районным судом Чуйской области вынес оправдательный приговор.

## Награды
- Медаль «Данк» (30 ноября 2011 года) — за гражданскую ответственность и мужество, проявленные в годы борьбы с авторитарными семейно-клановыми режимами, последовательное отстаивание идей демократии, свободы слова и мирных собраний, активное участие в проведении конституционной реформы, формировании основ парламентской демократии, а также в связи с успешным завершением переходного периода, после Апрельской Народной революции 2010 года[7]
- Памятная медаль «10 лет Независимости Кыргызской Республики»
- Почетная Грамота Республики Казахстан.
- Памятная медаль «Ош — 3000 лет».
- Почетная грамота ЦК ВЛКСМ,
- грамота ЦК ЛКСМ Кыргызстана